# Serruria roxburghii
Serruria roxburghii är en tvåhjärtbladig växtart som beskrevs av Robert Brown. Serruria roxburghii ingår i släktet Serruria och familjen Proteaceae. Inga underarter finns listade i Catalogue of Life.